# Орден «За храбрость» (Югославия)
Орден «За храбрость» (сербохорв. Орден за храброст / Orden za hrabrost, словен. Red za hrabrost, макед. Орден за храброст) — награда Социалистической Федеративной Республики Югославии, двадцать третья в списке по важности.

## Описание
Орден учреждён указом Иосипа Броза Тито от 15 августа 1943 вместе с медалью «За храбрость». Орденом награждались военнослужащие СФРЮ, которые в борьбе с неприятелем совершили действия, в ходе которых проявили личную храбрость. Орденом могли награждаться как военные, так и гражданские лица.
По официальным документам, с 7 сентября 1944 по 31 декабря 1985 орденом «За храбрость» были награждены 120636 человек. Точная численность награждённых и их имена остаются до конца неизвестными, поскольку часть документальных сведений была утеряна безвозвратно во время войны.
4 декабря 1998 в Союзной Республике Югославии был принят Закон о наградах, согласно которому орден «За храбрость» официально вносился в список наград. Однако уже 7 июля 1999 было проведено последнее награждение орденом.